# Königstraße (Lübeck)

Verlauf der Königstraße (rot markiert)

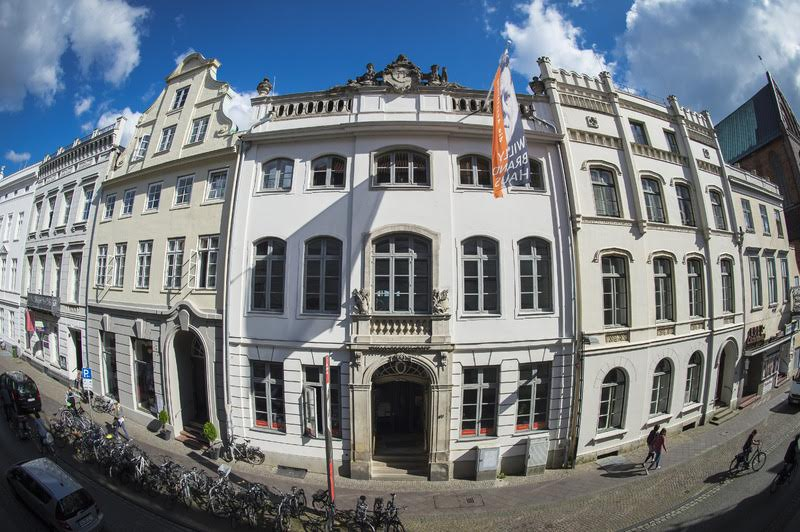
Das Willy-Brandt-Haus

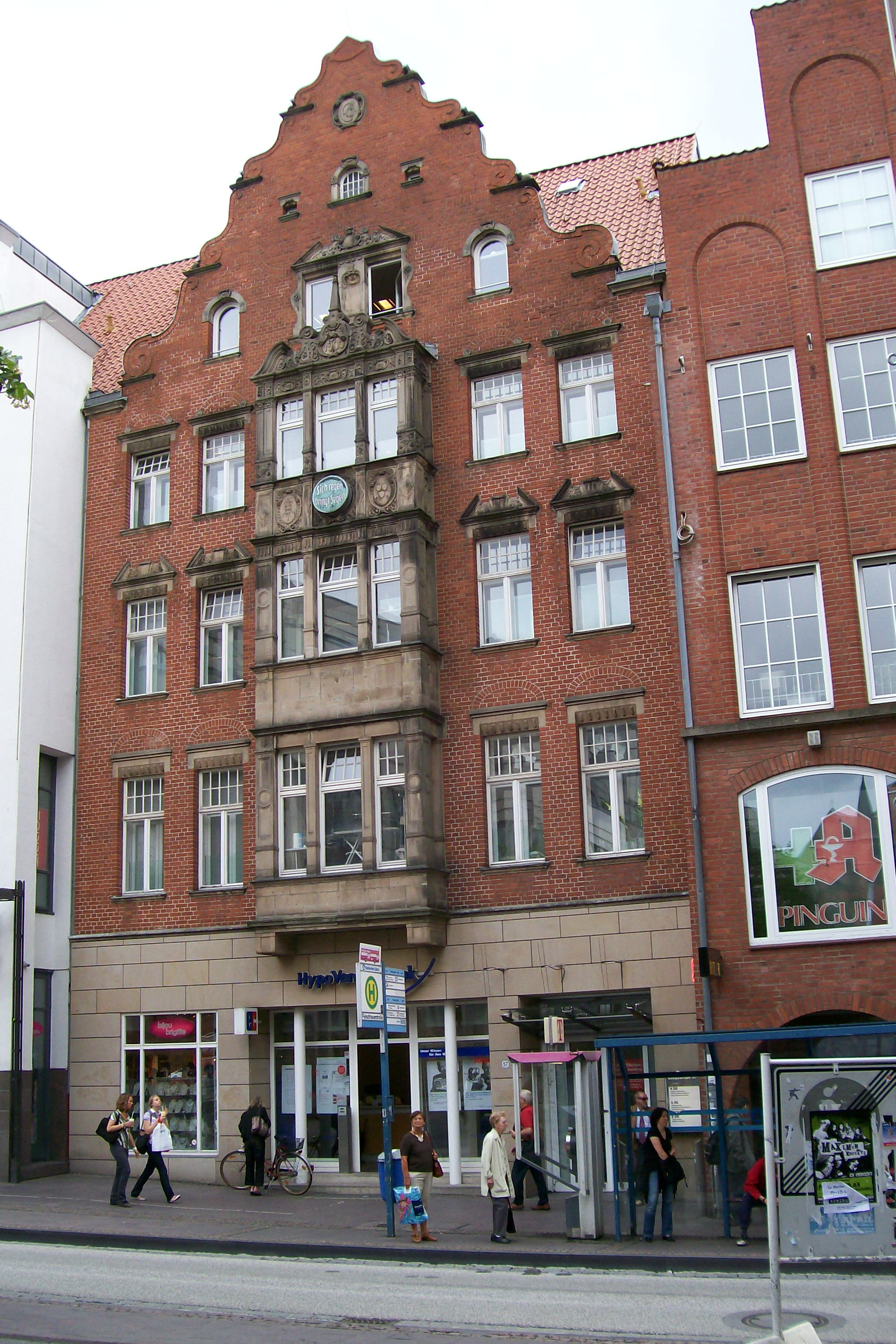
Das Gebäude Königstraße 57 mit bedeutender Fassade der Heimatschutzarchitektur gehörte bis 1991 zum Verlag der Lübecker Nachrichten und ist seither Teil der Königpassage.

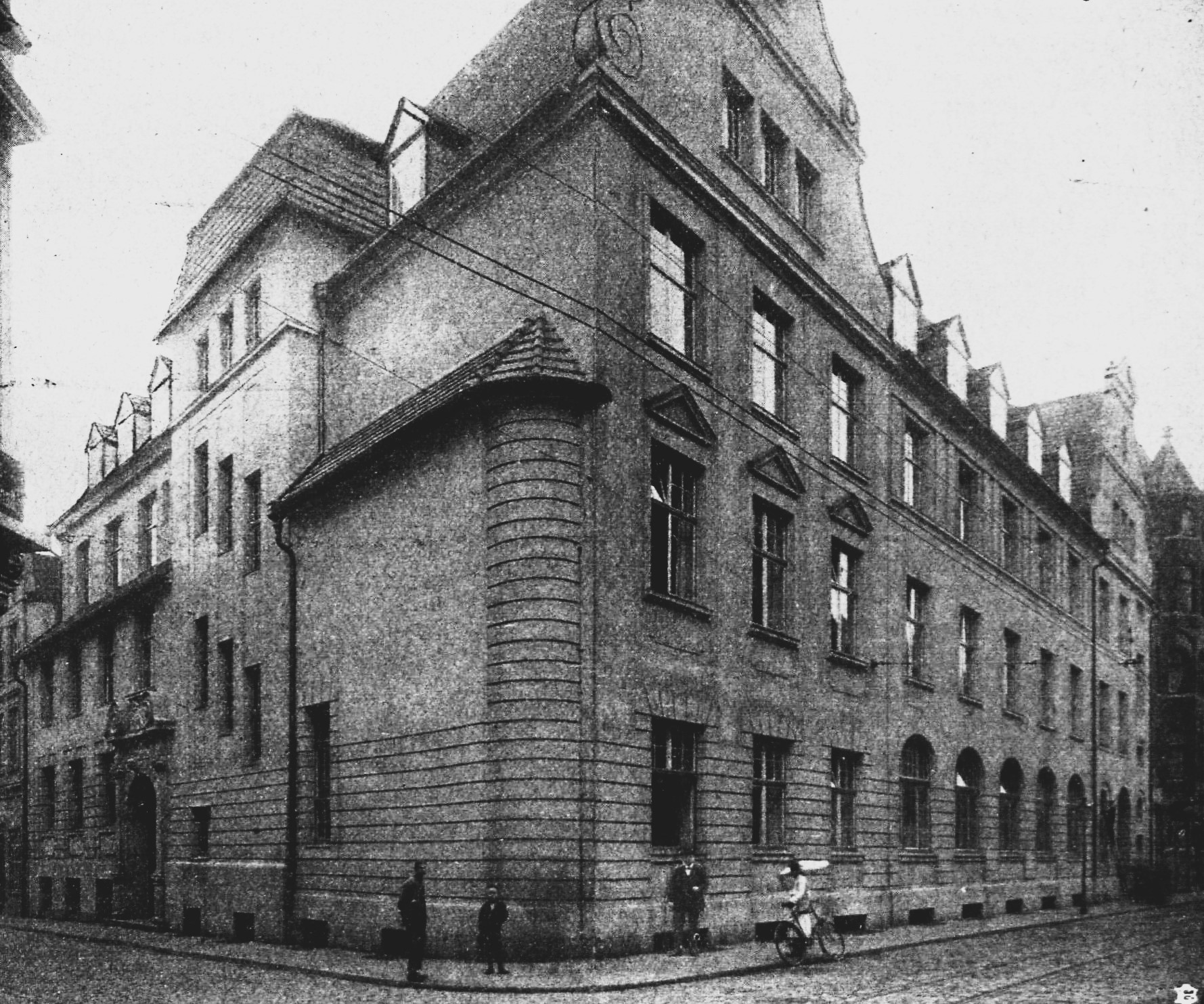
Ehem. Steuerbehörde (1908) Ecke Königstraße/Fleischhauerstraße

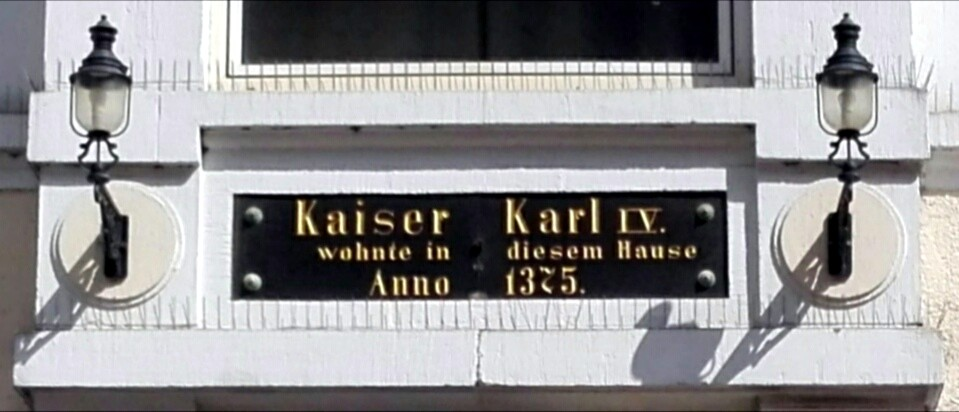
Wo Kaiser Karl IV. zehn Tage wohnte

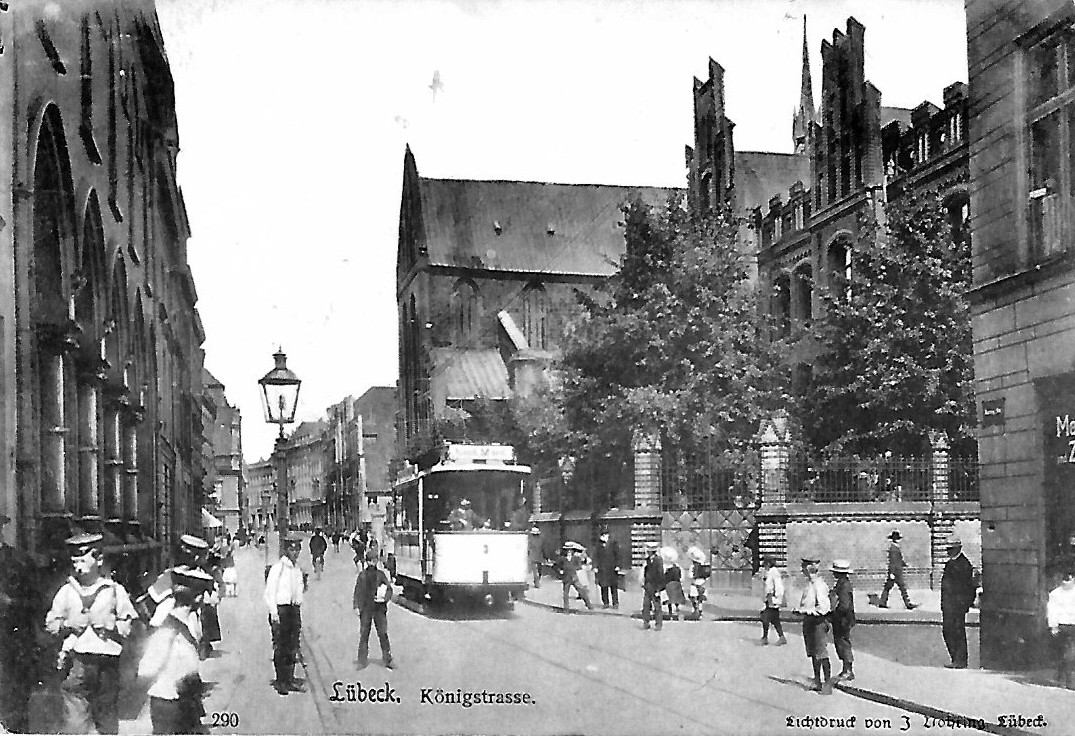
Blick in die Königstraße vor 1912, rechts das Katharineum

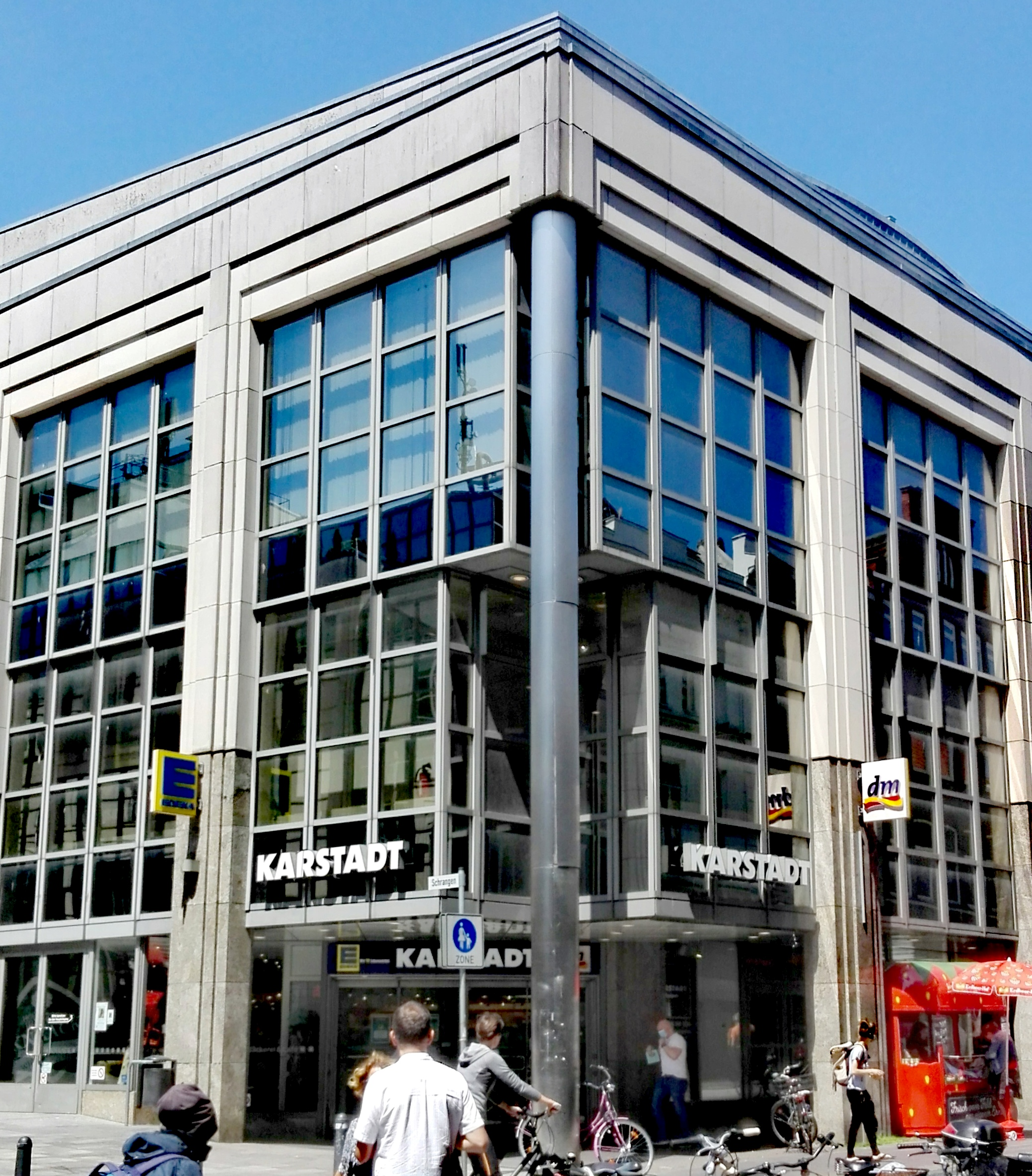
Karstadt

Die Lübecker Königstraße ist Kulturmeile und zweite Einkaufsstraße der Hansestadt.

## Name
Die Bezeichnung als Königstraße ist kein Hinweis auf eine bei Stadtgründung bereits bestehende Via Regia als Altstraße, sondern eine Benennung des frühen 14. Jahrhunderts, die sich ab 1307 von dem Teilabschnitt zwischen Aegidienstraße und Wahmstraße bis 1325 in mehreren Einzelschritten auf den gesamten heutigen Straßenzug erstreckte. Ahasver von Brandt führt die Benennung auf die Schutzübernahme durch König Erik VI. Menved im Jahr 1307 als Schirmvogt der Stadt zurück.

## Verlauf
Sie verläuft vom Koberg in Verlängerung der Großen Burgstraße parallel zur Breiten Straße und mündet in die Mühlenstraße, die nach Süden aus der Lübecker Innenstadt herausführt. Sie ist damit Hauptbestandteil der heute noch gültigen grundsätzlichen Stadtplanung des 12. Jahrhunderts. Von dieser aus vier Straßen bestehenden Nord-Süd-Verbindung gehen alle anderen Straßen rechtwinklig ab, sind allerdings blockweise wiederum durch noch kleinere Querstraßen wiederum rechtwinklig verbunden.
Der erste Teil, beginnend bei dem Heiligen-Geist-Hospital und der Jakobikirche führt durch ein geschlossenes klassizistisches Ensemble mit dem Gesellschaftshaus der Gesellschaft zur Beförderung gemeinnütziger Tätigkeit (Nr. 5/7) und dem Museum Behnhaus (Nr. 9/11) als Mittelpunkt. Dieser Teil ist auch rückseitig durch die Bürgergärten als Parkanlage zu begehen.
In der Königstraße Nr. 15 befand sich zwischen 1886 und 1903 das Roquettesche private Lehrerinnenseminar. Nach dessen Schließung wurde die dazugehörende Roquettesche Höhere Töchterschule bis 1912 weitergeführt.
Auf der rechten Seite liegt die Reformierte Kirche (Nr. 18), entstanden aus einem Umbau (1824–1826) eines barocken Stadtpalais im Stil der Revolutionsarchitektur. Bei den Unruhen von 1848 floh der Lübecker Senat in dieses Gebäude. Thomas Mann in den Buddenbrooks und Ludwig Ewers in seiner Großvaterstadt gehen auf dieses Ereignis ein.
Das ehemalige Haus der einflussreichen Junker- und Zirkelgesellschaft (Nr. 21), der die Crème der Lübecker Kaufmannschaft angehörte, war von dieser 1770 mit seiner heute erhaltenen Fassade versehen worden. Es ging 1822 in das Eigentum der Stadt über, die es für das Oberappellationsgericht der vier Freien Städte Bremen, Frankfurt am Main, Hamburg und Lübeck umbaute, das dort bis zum Inkrafttreten der Reichsjustizgesetze 1879 seinen Sitz hatte. Danach diente es von 1881 bis 1936 als Sitz des Lübecker Staatsarchivs, das den Sitzungstisch des Oberappellationsgericht in seine neuen Räume mitnahm. Nach dem Staatsarchiv logierte dort die Öffentliche Bücherhalle. 2007 wurde es als Willy-Brandt-Haus Lübeck, der Außenstelle der Berliner bundesunmittelbaren Bundeskanzler-Willy-Brandt-Stiftung, zum ehrenden Gedenken von Willy Brandt in seiner Heimatstadt eröffnet. Eine Galerie des Giebelhauses trägt eine Gruppe allegorischer Figuren, die Dietrich Jürgen Boy schuf. Sie stellen Friede und Eintracht sowie das Wappen der Zirkelgesellschaft dar.
An der Kreuzung mit der Glockengießerstraße und der Pfaffenstraße verbindet letztere als kleine Fußgängerzone die Königstraße mit der Breiten Straße und der Beckergrube.
Nach der Kreuzung mit der Glockengießerstraße folgen das ehemalige Katharinenkloster mit der Lübecker Katharinenkirche, dem Katharineum und der dahinter liegenden Stadtbibliothek, die ihren Eingang in der Hundestraße hat. Die Königstraße schlägt jetzt in eine Einkaufsstraße mit Geschäften, Kaufhäusern und einer Einkaufspassage um.
An der Ecke Dr.-Julius-Leber-Straße findet sich mit der backsteinromanischen Löwen-Apotheke das älteste erhaltene profane Gebäude Lübecks. Erich Mühsam setzte sich als Jugendlicher in einem seiner ersten Artikel für seine Erhaltung ein.
Die Fleischhauerstraße und die Hüxstraße sind quer zur Königstraße verlaufende Einkaufsstraßen mit kleineren, individuell geführten Geschäften. Wobei die Hüxstraße mit über 120 Geschäften und Restaurants als die interessanteste Einkaufsstraße Lübecks gilt. Beide Straßen sind im oberen Teil zwischen Königstraße und Breite Straße Fußgängerzonen. Über die Ecke Königstraße und Fleischhauerstraße erstreckt sich vom Schrangen aus die Königpassage als kleines Einkaufszentrum. In diesem Quartier zwischen Königstraße, Dr.-Julius-Leber-Straße und Fleischhauerstraße befand sich bis 1991 der Verlag der Lübecker Nachrichten.
Die Königstraße ist verkehrsberuhigt, aber als Trasse für den Busverkehr keine Fußgängerzone.

## Denkmalgeschützte Gebäude
Unter Denkmalschutz stehen die Gebäude 1–31 (darunter das Gebäude Königstraße 25), 43, 47–57, 79–85 (darunter das Gebäude Königstraße 81) und 93 ungerade und die Häuser 2–8, 12, 16, 18–20, 28–30, 42, 60, 74, 80, 110–112 und 118 gerade.
- siehe auch Liste abgegangener Lübecker Bauwerke für nicht mehr vorhandene Bauwerke.

## Gänge und Höfe
Von der Königstraße gingen folgende zwei Lübecker Gänge und Höfe ab (nach Hausnummern):
- 3: Kohpeis Torweg
- 131: Holdorfs Gang

## Neubauten
Der Baukörper des ehemaligen nach dem Kaufmann August Wilhelm Heinrich Haerder († 5. Dezember 1913) benannten Kaufhauses Haerder zwischen Königstraße, Wahmstraße und Sandstraße wurde ab 2006 komplett abgerissen und wurde mit einem vertikalen Einkaufszentrum mit über 10.000 m² Einzelhandelsfläche neu bebaut und am 30. Oktober 2008 eröffnet. Das Vorhaben war die größte Baumaßnahme in der Lübecker Altstadt nach dem Wiederaufbau nach dem Luftangriff auf Lübeck am 29. März 1942. Vom Abriss betroffen war ausschließlich Wiederaufbausubstanz der Nachkriegszeit, die heutigen Einzelhandelsansprüchen nicht mehr genügte.

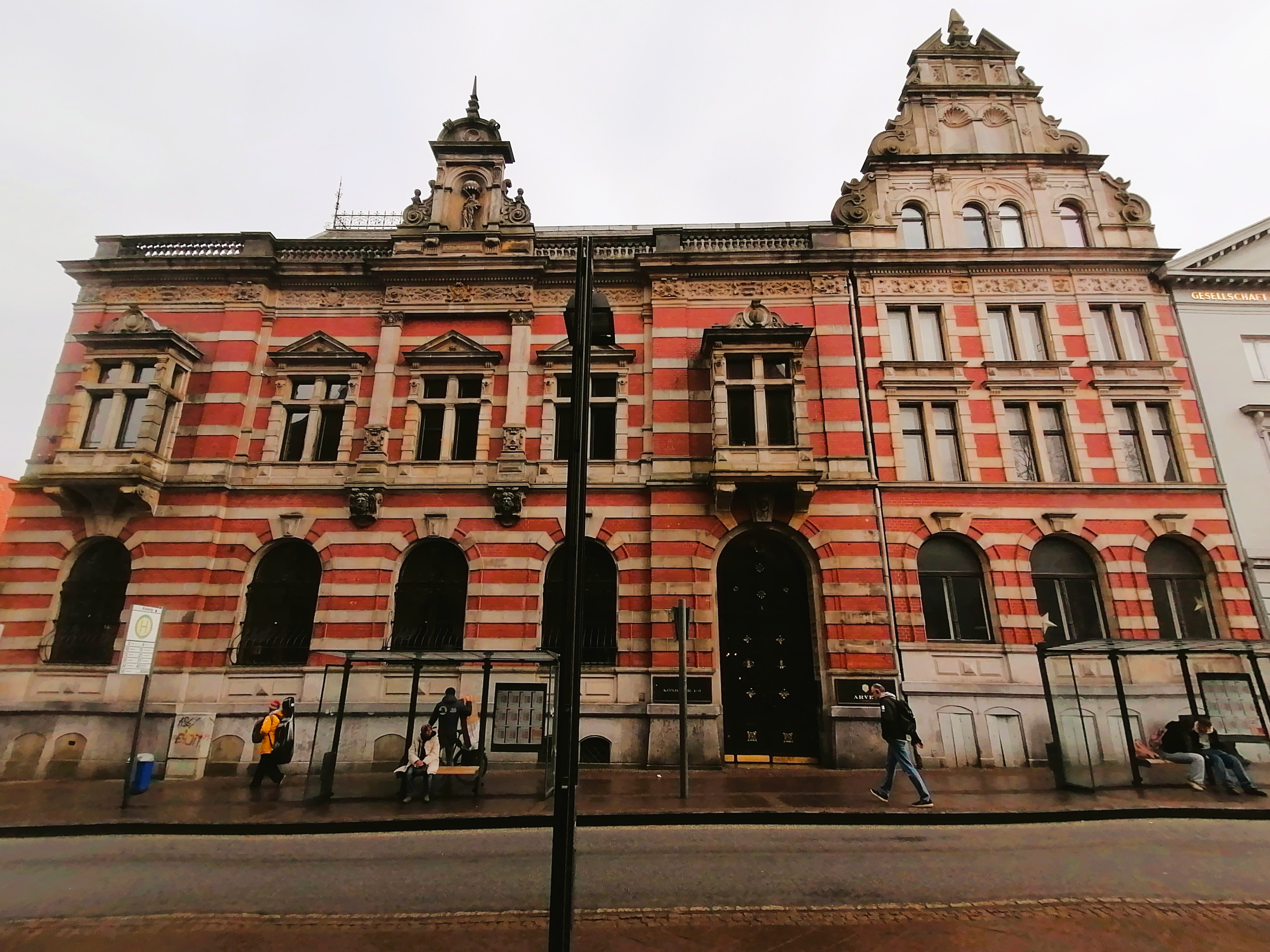
Königstraße 1–3, ehemalige Deutsche Versicherungsanstalt zu Lübeck
Königstraße 42, das 1892 abgerissene Rokoko-Palais
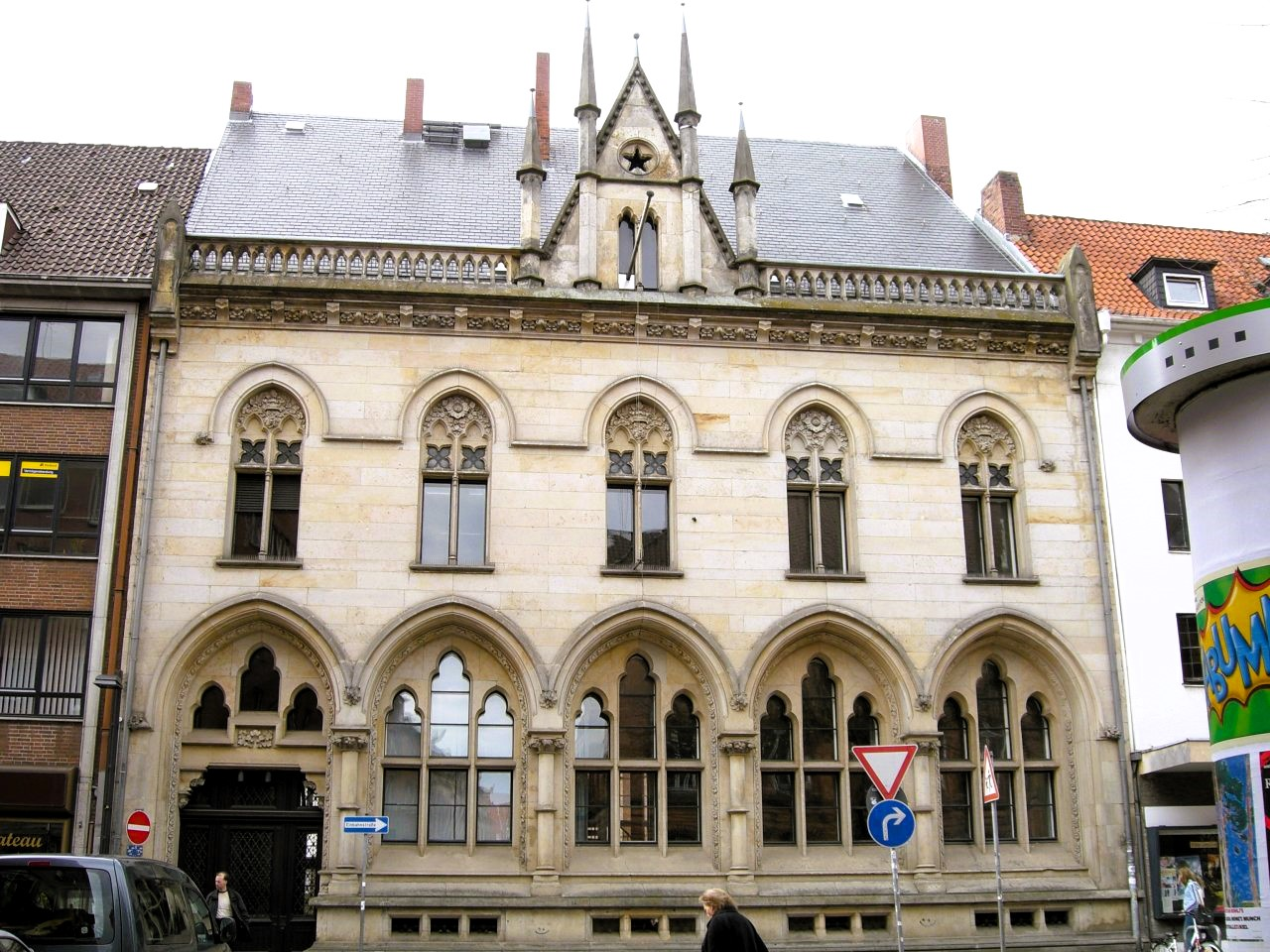
Königstraße 42, ehemalige Reichsbankfiliale zu Lübeck von Max Hasak (1894)
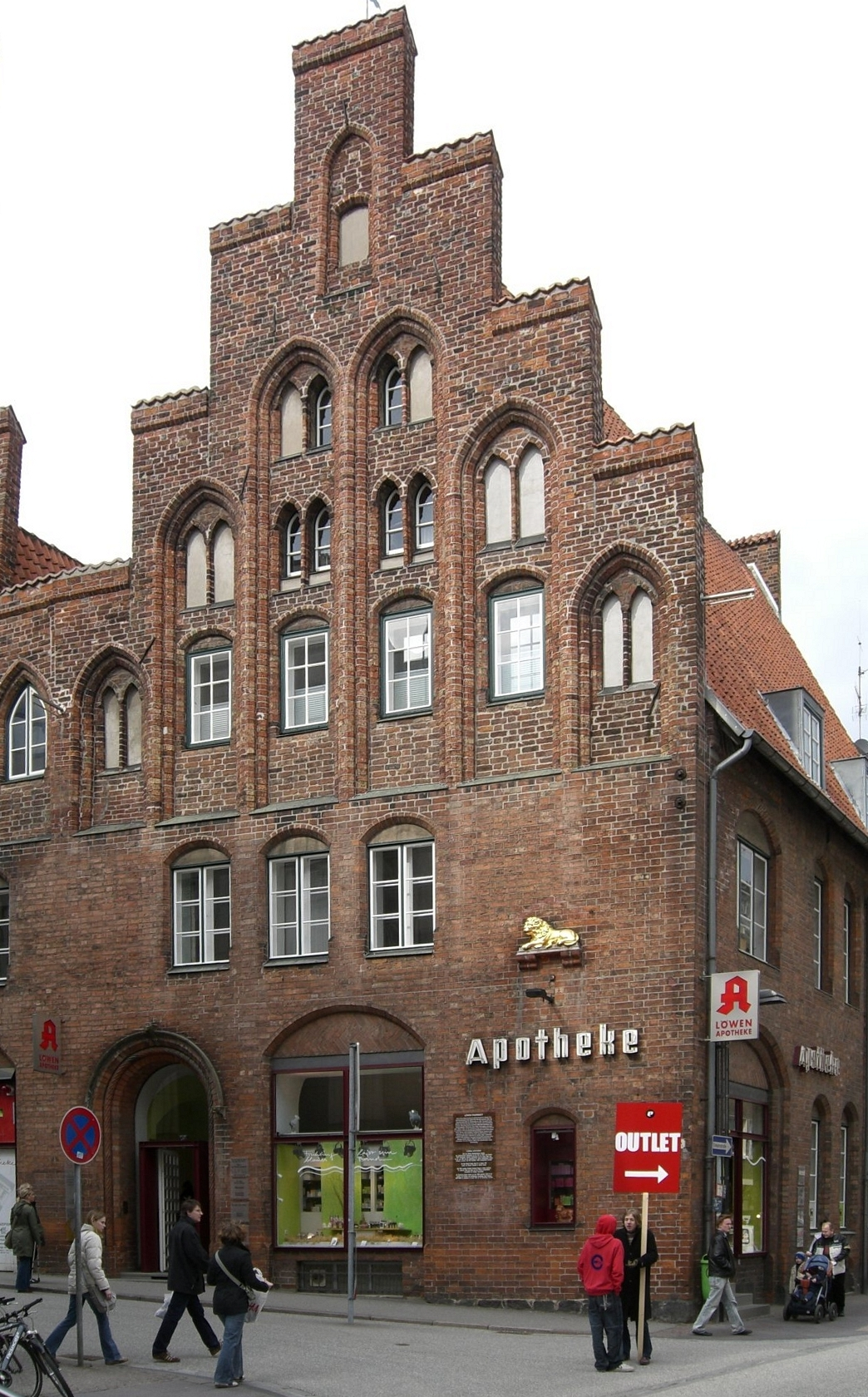
Die Löwenapotheke an der Ecke Königstraße/ Dr.-Julius-Leber-Straße